# Хайнрих II фон Вианден
Хайнрих II фон Вианден (на немски: Heinrich II von Vianden; * 1317; † септември 1337, Фамагуста) е 9. граф на Вианден (1316 – 1337).

## Биография
Той е син на граф Филип II фон Вианден († 1315/1316) и съпругата му Аделхайд фон Арнсберг и Ритберг, дъщеря на граф Лудвиг фон Арнсберг и фон Ритберг († 1313) и Пиронета (Петронела) фон Юлих († 1300), дъщеря на граф Вилхелм IV фон Юлих. Внук е на граф Готфрид I фон Вианден († 1307/1310). Сестра му Аделхайд (1309 – 1376) се омъжва за граф Ото II фон Насау-Диленбург от род Насау-Зиген.
Хайнрих II управлява под господството на чичо му Герхард V фон Юлих († 1328). Той умира през септември 1337 г. във Фамагуста. С Хайнрих II през 1337 г. старата фамилия „Вианден“ изчезва по мъжка линия. С женитбата на дъщеря му наследничката Мария фон Вианден през 1346 г. за Симон III фон Спонхайм-Кройцнах графството Вианден е до 1417 г. в ръцете на графовете на Спонхайм.

## Фамилия
Хайнрих II се жени 1335/1336 г. за Мария фон Намюр-Дампиер (* 1322; † пр. 29 октомври 1357), дъщеря на Йохан I Дампиер, граф на Намюр. Те имат една дъщеря:
- Мария фон Вианден (* 1337, † 1400), наследничка, омъжена на 23 юли 1348 г. за граф Симон III фон Спонхайм-Кройцнах († 1414), от 1349 г. граф на Вианден. [2]

Вдовицата му се омъжва втори път 1340 г. за Тибот дьо Бар господар на Пиерепонт († 1353/1354). 